# Розґіти
Розґіти (пол. Rozgity, нім. Rosgitten) — село в Польщі, у гміні Дивіти Ольштинського повіту Вармінсько-Мазурського воєводства.
Населення — 95 осіб (2011).

## Демографія
Демографічна структура станом на 31 березня 2011 року:
|          | Загалом | Допрацездатний вік | Працездатний вік | Постпрацездатний вік |
| -------- | ------- | ------------------ | ---------------- | -------------------- |
| Чоловіки | 46      | 7                  | 37               | 2                    |
| Жінки    | 49      | 15                 | 32               | 2                    |
| Разом    | 95      | 22                 | 69               | 4                    |